# Okťabrskaja (stanice metra v Moskvě)
Okťabrskaja (rusky Октябрьская) je přestupní stanice moskevského metra. Kříží se zde linky Kalužsko-Rižskaja (stanice otevřena 13. října 1962) a Kolcevaja (stanice otevřena 1. ledna 1950).

## Charakter stanice
Stanice je podzemní; skládá se ze dvou částí – ze dvou nástupišť. První, které je mělčí (40 m hluboko) patří páté lince, hlouběji pod ním se nachází nástupiště druhé, Kalužsko-Rižské linky (50 m hluboko pod zemí).
Obě nástupiště spojuje jediná přestupní chodba, která vychází z prostředku obou nástupišť; z jejich konců pak vedou přímé výstupy, vyúsťující po eskalátorovém tunelu každý do svého vestibulu. U starší a mělčí části stanice je to vestibul povrchový, součást budovy Moskevského institutu oceli (vestibul existuje již od roku 1955; budova vznikla v 80. letech dodatečně a vestibul tak byl do ní přímo zakomponován). Nachází se na ulici Sadovoje Kolco, pod níž okružní linka vede a jejíž trasu zhruba kopíruje. Novější část stanice má rovněž povrchový vestibul, tento je však modernější a nachází se více směrem ke středu města.
Architektonické ztvárnění podzemních částí obou stanic se velmi liší; Kolcevská část stanice je velmi bohatě zdobená, odpovídající vrcholu stalinistického období (architekt R. M. Poljakov za ni získal státní cenu SSSR). Obklad tvoří mramor, osvětlení je provedeno ve formě stylizovaných pochodní. Bohatě zdobeny jsou i stropy a stěny za nástupištěm. Tématem bylo vítězství Rudé armády nad fašistickým Německem. U novějšího a hlubšího nástupiště je patrná strohost a jistá spartánskost; pilíře jsou mohutnější než u starší části stanice (vzhledem k hloubce a tehdejším technologiím); obloženy jsou též bílým mramorem. Strop je omítnut bez dalších ozdob.

## Manipulační spojky
Obě dvě linky, jež se zde kříží, nejsou přímo propojeny manipulační spojkou; přesto severním směrem za spodní částí stanice vychází jednokolejná trať, jež se rozvětvuje a vede na linku Serpuchovsko-Timirjazevskaja, též i na Zamoskvoreckou a i na okružní, avšak přímá cesta není mezi pátou a šestou linkou v tomto místě možná. Jedná se o nejvíce komplikovaný uzel manipulačních spojek v celé síti moskevského metra.